# Batalla de Arao
La Batalla de Arao (16 de abril de 1814) fue un encuentro librado en el contexto de la Guerra de Independencia de Venezuela entre las fuerzas republicanas del general de brigada Santiago Mariño y el ejército del coronel José Ceballos en la sabana de Arao, cerca de San Carlos. 

## Antecedentes
Tras su derrota en Bocachica (31 de marzo) el caudillo llanero José Tomás Boves fue a avisar a los ejércitos realistas que asediaban en Valencia al mayor brigadier Rafael Urdaneta, sobre la proximidad de los ejércitos de Simón Bolívar y Santiago Mariño. Así, el 3 de abril el gobernador de Coro, coronel José Ceballos, el comandante del batallón Numancia (formado por veteranos de la Guerra de Independencia Española), coronel Carlos Miguel Salomón, el jefe de los llaneros de Apure y Barinas, teniente coronel Sebastián de la Calzada y su segundo, el teniente coronel mulato Remigio Ramos, decidieron retirarse a San Carlos. Mientras Bolívar entraba en Valencia y después iba a La Victoria a reunirse con Mariño para coordinar sus ejércitos. Así convenció a Mariño de unirse a él en Valencia pero tuvo que viajar a Puerto Cabello con 300 soldados para reforzar el asedio y preparar un asalto (de no ser por el asedio, los realistas de la urbe hubieran enviado armas a Boves y Ceballos, reforzando peligrosamente sus fuerzas).
El historiador venezolano Gabriel E. Muñoz señala que las tropas habían sido reorganizadas del siguiente modo: 1.300 infantes orientales en dos cuerpos al mando de Bermúdez y Valdés, 700 plazas del batallón Caracas de Montilla y Ayala y 800 jinetes del comandante Cedeño. El historiador español Francisco Antonio Encina los distribuye en 1.800 infantes orientales, 200 occidentales y 800 jinetes, la mayoría orientales.
Se decidió que Mariño debía intentar acabar con la división de Ceballos, por lo que salió hacia San Carlos el 11. Al llegar a Tinaco Mariño debió detener su marcha para esperar a la lenta artillería, parque y víveres. Sin embargo, un agente realista disfrazado de patriota le dijo que Ceballos estaba retirándose hacia San Fernando de Apure. El general decidió marchar en su persecución pero dejando a Urdaneta para que esperara a la artillería, con órdenes de partir a las 00:00 horas. Así la vanguardia de 800 jinetes de Mariño dejó atrás a los 2.000 infantes de Urdaneta.

## Batalla
A las 10:00 del día 16 la vanguardia republicana se encontró en la sabana del Arao o Arado con el ejército de Ceballos esperándolo con la caballería en los flancos y la infantería del regimiento de Granada en el centro. Sin embargo, Mariño decidió no retirarse y en unos matorrales que separaban las sabanas de Arao y Orupe formó su línea de batalla. El coronel José Francisco Bermúdez estaba en la derecha, donde terminaban unas colinas; el coronel Manuel Valdés estaba en el centro; y en la izquierda estaba el batallón Caracas de los tenientes coroneles Tomás Montilla y Ramón Ayala. Como reserva estaban las compañías de los comandantes Pedro Salías y Martín Peñalver. La mayoría de la caballería acompañaba al general en jefe por donde se moviera.
Ningún ejército se decidió a atacar y la mayor parte del día solo hubo tiroteos entre infantería ligera y choques de la caballería. A las 17:00 la caballería realista se lanzó contra Bermúdez en formación cerrada, forzándola a retirarse y dejar un hueco donde se colaron los monárquicos. Un movimiento similar ocurrió en la izquierda patriota, donde 200 hombres de la infantería de Urdaneta, llegada a eso del mediodía y que estaba en retaguardia, logró contener al enemigo. Entonces Ceballos ordenó a su infantería y 600 jinetes cargar sobre el centro de la línea patriota, logrando romperla. La retaguardia de esa área, principalmente caballería, huyó con Mariño y Manuel Cedeño y quedaron 600 infantes del batallón de Occidente solos. Ceballos intento envolverlos, pero Urdaneta logró rechazar el flanqueo. Cuando una unidad era envuelta o rota el resto de la línea corría fuerte riesgo de caer en pánico (lo mismo paso en Tierrita Blanca, Santa Catalina, todas las de La Puerta, Urica, Clarines, La Hogaza, etc.). Entonces Ayala le aviso que él estaba al mando, Urdaneta decidió que Bermúdez reorganizara sus fuerzas dispersas y recompusiera la situación en su sector. Finalmente, la noche llegó y el combate acabó.

## Consecuencias
A las 22:00 los republicanos se retiraron. Urdaneta decidió dejar oculta una fuerza para emboscar a parte de la caballería enemiga que había traspasado su línea en persecución de su reserva. Efectivamente así ocurrió. Urdaneta llegó a Tinaco con las municiones, parque y heridos. Parte del parque y algunos cajones fueron destruidos al no poder cargarse para evitar que el enemigo los usara. Las bajas republicanas fueron alrededor de un centenar de muertos y heridos.
La derrota dejó por los suelos la moral de las tropas orientales. En Valencia hubo un motín por la poca y mala comida y el castigo fue feroz. Mariño fusiló a los cabecillas y ordenó decimar a la tropa.
Poco después los republicanos siguieron a Valencia. Los monárquicos eran dueños del campo y por lo tanto vencedores, sin embargo, Urdaneta había conseguido salvar a la mayoría de la infantería, abandonada a su suerte por su caballería y sus principales jefes. Enterado de la derrota, Bolívar decidió abandonar sus planes de Puerto Cabello y volver a Valencia. Entre tanto, el capitán general interino Juan Manuel de Cajigal y Martínez decidió salir de Coro para unirse a las operaciones militares con 400 jinetes apureños. Venció a los patriotas en Carora y el 30 de abril se unió a Ceballos en San Carlos, asumiendo el mando. Ceballos y Cajigal estaban confiados por su victoria y buscaron batalla sin esperar los refuerzos de Boves en la sabana de Carabobo.